# Trichocerca relicta
Trichocerca relicta is een raderdiertjessoort uit de familie Trichocercidae. De wetenschappelijke naam van deze soort is voor het eerst geldig gepubliceerd in 1950 door Donner.